# Suchosaurus
Suchosaurus ("krokodýlí ještěr") byl masožravý teropodní dinosaurus z čeledi Spinosauridae, žijící v období spodní křídy na území dnešní Velké Británie a zřejmě i Portugalska. Materiál sestává pouze z fosilních zubů, které byly původně považovány za pozůstatky pravěkého krokodýla. Délka tohoto teropoda je odhadována asi na 10 metrů.

## Systematické zařazení
Je možné, že tento taxon je synonymní s blízce příbuzným rodem Baryonyx, vyskytujícím se zhruba ve stejné době i místě. Byly popsány dva druhy, S. cultridens a S. girardi (jehož popsal francouzský paleontolog Henri Émile Sauvage v roce 1897), druhý jmenovaný byl však později přeřazen do rodu Baryonyx.

## Historie
Jak se ukázalo, první zkamenělé zuby suchosaura byly objeveny již kolem roku 1820 a představují tak nepochybně nejstarší objevené fosílie spinosauridů. Obdržel je britský lékař a amatérský paleontolog Gideon Algernon Mantell (proslavený popisem rodu Iguanodon) a roku 1824 je poprvé zakreslil francouzský přírodovědec Georges Cuvier. Rodové jméno Suchosaurus stanovil roku 1841 Richard Owen, až do roku 1998 však byly fosílie považovány za zuby druhohorních krokodýlů. Dnes vědci předpokládají, že zuby ve skutečnosti patřily baryonychinovi, snad přímo rodu Baryonyx.